# Johann Günther I. (Schwarzburg-Sondershausen)

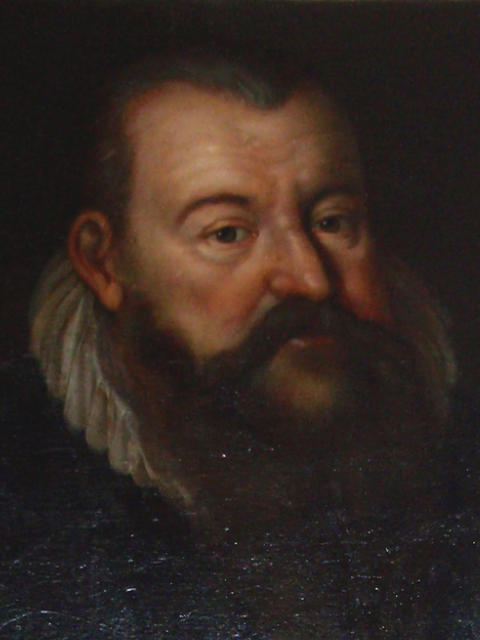
Graf Johann Günther von Schwarzburg-Sondershausen

Johann Günther I. von Schwarzburg-Sondershausen, auch bekannt als: Hans Günther (* 20. Dezember 1532 in Sondershausen; † 28. Oktober 1586 in Arnstadt) war seit 1552 Regent der Grafschaft Schwarzburg und seit 1571 Graf von Schwarzburg-Sondershausen. Er ist der Stifter der Linie Schwarzburg-Sondershausen.

## Leben
Johann Günther war ein Sohn des Grafen Günther XL. von Schwarzburg (1499–1552), welcher „der Reiche“ oder „der mit dem fetten Maule“ genannt wurde, und dessen Gemahlin Gräfin Elisabeth († 14. Mai 1572), eine Tochter des Grafen Philipp von Isenburg-Büdingen zu Ronneburg.
In seiner Jugend katholisch und für eine Kirchenkarriere vorgesehen, konvertierte Johann Günther nach dem Tod seines Vaters zur evangelisch-lutherischen Kirche. Er lebte zeitweise am Hof des Kurfürsten Moritz von Sachsen und kämpfte mit diesem gegen Markgraf Albrecht von Brandenburg-Kulmbach, wobei er auch an der Schlacht bei Sievershausen beteiligt war. Dessen Nachfolger August bestätigte ihm das Zollprivileg des Salzhandels in Frankenhausen.
Nach dem Tod seines Vaters regierte Johann Günther mit seinen drei Brüdern das Land zunächst gemeinschaftlich. Er wählte die Stadt Sondershausen zu seiner Residenz, nach welcher der Landesteil den Namen Schwarzburg-Sondershausen erhielt.
Im Jahr 1571 entschlossen sich die Brüder zur Teilung ihrer Grafschaft und somit erhielt Johann Günther in der Unterherrschaft die Herrschaft von Sondershausen. Er unterzeichnete die Konkordienformel von 1577 und das Konkordienbuch von 1580.
Mit seinem ältesten Bruder Günther XLI. hatte er in den Niederlanden 1583 gekämpft und sich bei der Eroberung von Saint-Quentin ausgezeichnet.
Nachdem seine Brüder Günther XLI. von Schwarzburg-Arnstadt 1583 und Wilhelm von Schwarzburg-Frankenhausen 1597 ohne Nachkommen gestorben waren, teilten sich die Erben von Johann Günther mit seinem Bruder Albrecht VII. von Schwarzburg-Rudolstadt, festgelegt im Stadtilmer Vertrag vom 21. November 1599, die Schwarzburger Gebiete. Die Erben von Johann Günther, dem Stifter der Linie Schwarzburg-Sondershausen, erhielten Gebiete um Sondershausen und Arnstadt mit Gehren. Graf Albrecht VII. (1537–1605), der Stifter der Linie Schwarzburg-Rudolstadt, bekam den Besitz um Rudolstadt mit Leutenberg und Frankenhausen.

## Nachkommen
Graf Johann Günther war seit 16. Februar 1566 mit Anna (1539–1579), Tochter des Grafen Anton I. von Oldenburg-Delmenhorst und der Sophie von Sachsen-Lauenburg verheiratet und hatte mit ihr die folgenden Kinder:
- Ursula (1568)
- Sophie Elisabeth (1568–1621)
- Clara (1569–1639)
- Günther XLII. (1570–1643), Graf von Schwarzburg-Sondershausen
- Anton Heinrich (1571–1638), Graf von Schwarzburg-Sondershausen
- Catharina (1572–1626), Dechantin zu Herford
- Sabine (1573–1628)
- Anna (1574–1640)
- Marie (1576–1577)
- Johann Günther II. (1577–1631), Graf von Schwarzburg-Sondershausen
- Christian Günther I. (1578–1642), Graf von Schwarzburg-Sondershausen
- Dorothea (1579–1639) ⚭ 1604 Herzog Alexander von Schleswig-Holstein-Sonderburg (1573–1627)